# Nic Giaffone
Nicolas Reuter Giaffone, mais conhecido como Nic Giaffone (São Paulo, 6 de outubro de 2004) é um automobilista e apresentador brasileiro que compete na Fórmula Truck na equipe R9 Competições. Ele foi campeão da USF Juniors em 2023. Ele também é comentarista e coapresentador do programa Papo de Paddock, da BandSports. É filho do também piloto Felipe Giaffone, tetracampeão da Fórmula Truck, tricampeão da Copa Truck e que participou da IndyCar por nove temporadas.

## Biografia
Nic é a terceira geração da família Giaffone. Seu pai, Felipe Giaffone, já correu na IndyCar Series, com melhor colocação um 4° Lugar no Campeonato de 2002, e atualmente corre na Copa Truck, enquanto trabalha de comentarista das corridas de Fórmula 1 pela Band. Seu avô, Zeca Giaffone, foi campeão da Stock Car em 1987. Seu tio-avô, Affonso Giaffone, foi primeiro vencedor da história da Stock Car e campeão dessa categoria em 1981, e seu irmão mais novo Tito Giaffone também é piloto, sendo campeão paulista de kart em 2023. E Nic ainda é primo dos filhos de Rubens Barrichello com sua tia Silvana Giaffone: Eduardo "Dudu" Barrichello e Fernando "Fefo" Barrichello.
Nic possui antepassados oriundos de Luxemburgo por parte de mãe, Alice Chiesa Reuter, sendo descendente de Émile Reuter, primeiro ministro luxemburguês cujo filho Jean migrou para o Brasil na época da Segunda Guerra Mundial. Assim, Nic tem dupla cidadania brasileira e luxemburguesa, e ele demonstra orgulho disso, incluindo o desenho do leão luxemburguês em seu capacete e até ostentando a bandeira de Luxemburgo em uma de suas vitórias nos Estados Unidos.
Em 2025, Nic se tornou comentarista do programa Papo de Paddock, da BandSports, dividindo a bancada com o apresentador Ale Speitzzer. O programa é exibido na televisão e também no canal da emissora no YouTube e no New Brasil. Ele também passou a comandar a coluna Além do Cockpit, no site da BandSports. Fora do automobilismo, ele estuda Administração e pratica triatlo.

## Carreira

### Kart
Nic começou no Kart em 2012, em 2016 terminou em 3° lugar no campeonato brasileiro de kart, e em 2017 foi segundo lugar no estadual de kart. 2018 foi seu auge no cartismo, tendo conquistado o sul-americano de kart, o vice do brasileiro de kart e ganhando o campeonato de Rookies. Em 2019 foi bicampeão dos Rookies e foi mais uma vez vice-campeão brasileiro. Giaffone terminou em segundo do brasileiro de kart em 2020, e em 2021, estreou no Kart Rotax DD2.

### F4 Brasil
Em 2022, disputou o recém-criado Campeonato Brasileiro de F4 pela equipe Cavaleiro Sports, tendo entre seus adversários seu primo Fernando Barrichello. Giaffone somou três vitorias e mais três pódios, o que o pôs na quinta colocação.

### USF Juniors

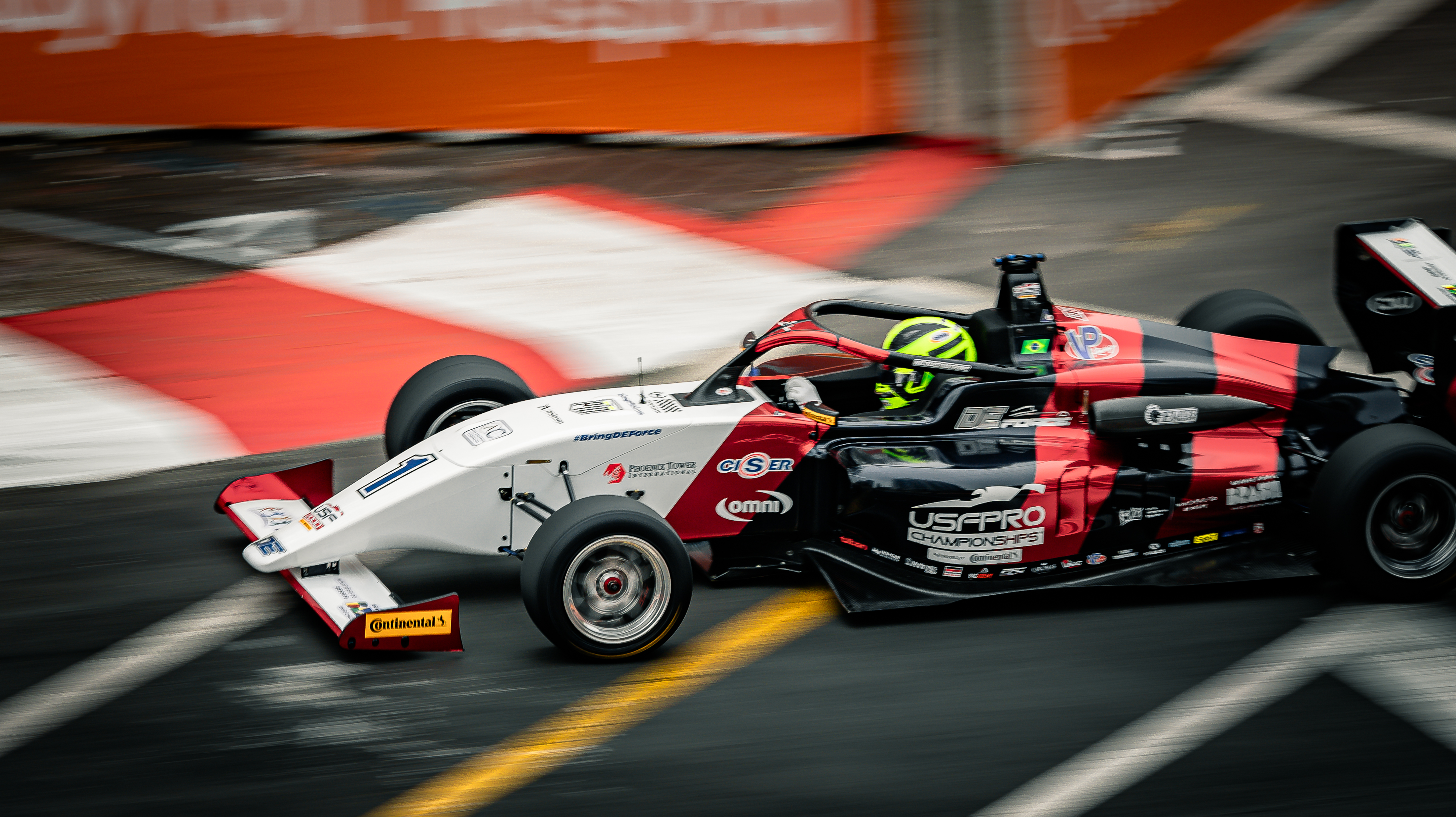
Nic Giaffone na etapa de St. Petersburg da USF2000 de 2023

Em 2023, Nic Giaffone ingressou na USF Juniors, pela equipe DEForce Racing, sagrando-se campeão da categoria em 27 de agosto de 2023 no  Circuito das Américas. Em dezesseis corridas, Giaffone venceu seis vezes, fez cinco poles, oito voltas mais rápidas, onze pódios e totalizou 389 pontos, superando o australiano Quinn Armstrong, o vice-campeão, por 65 pontos. Com este titulo, Nic ganhou um bolsa de desenvolvimento no valor de $ 241.890 para avançar para USF2000 em 2024.
Ele seguiu na DEForce para o USF2000. Ele fez uma pole em Indianápolis, mesma corrida na qual alcançou o segundo lugar, seu melhor resultado do ano. Giaffone fez mais dois terceiros lugares, sendo o sétimo na classificação geral e perdendo o título de melhor estreante para o norte-americano Joey Brienza. Mas por falta de financiamento, Nic não conseguiu se manter na Road to Indy.

### Copa Truck
Em 2024, Nic foi anunciado por seu próprio pai, Felipe, como seu mais novo companheiro na R9 Competições na Copa Truck em 2025. Obteve sua primeira vitória da classe Elite em Campo Grande, e a segunda veio em Londrina.

## Resultados

### Resumo da carreira
| Temporada | Série                | Equipe           | Corridas | Vitórias | Poles | V.M.R. | Pódios | Pontos | Pos. |
| --------- | -------------------- | ---------------- | -------- | -------- | ----- | ------ | ------ | ------ | ---- |
| 2022      | F4 Brasil            | Cavaleiro Sports | 18       | 3        | 0     | 1      | 6      | 129    | 5º   |
| 2023      | USF Juniors          | DEForce Racing   | 16       | 6        | 5     | 8      | 11     | 389    | 1º   |
| 2024      | USF2000 Championship | DEForce Racing   | 18       | 0        | 1     | 0      | 3      | 245    | 7º   |
| 2025      | Copa Truck           | R9 Competições   | 0        | 0        | 0     | 0      | 0      | 0      | ?*   |

### Resultados completos da F4 Brasil
Legenda: (Corridas em negrito indicam pole position) (Corridas em itálico indicam volta mais rápida)
| Ano  | Equipe           | 1        | 2        | 3         | 4        | 5        | 6         | 7          | 8        | 9        | 10       | 11         | 12         | 13      | 14      | 15      | 16       | 17     | 18         | Pos. | Pts. |
| ---- | ---------------- | -------- | -------- | --------- | -------- | -------- | --------- | ---------- | -------- | -------- | -------- | ---------- | ---------- | ------- | ------- | ------- | -------- | ------ | ---------- | ---- | ---- |
| 2022 | Cavaleiro Sports | MOG1 1 3 | MOG1 2 7 | MOG1 3 10 | INT1 1 3 | INT1 2 1 | INT1 3 10 | INT2 1 DSQ | INT2 2 6 | INT2 3 5 | MOG2 1 8 | MOG2 2': 1 | MOG2 3 Ret | GYN 1 5 | GYN 2 1 | GYN 3 9 | INT3 1 6 | INT3 2 | INT3 3 Ret | 5º   | 129  |

### Resultados completos da USF Juniors
Legenda: (Corridas em negrito indicam pole position) (Corridas em itálico indicam volta mais rápida) (Corridas com * indicam mais voltas lideradas)
| Ano  | Equipe         | 1       | 2       | 3       | 4        | 5        | 6     | 7        | 8        | 9        | 10       | 11      | 12    | 13       | 14      | 15      | 16      | Pos. | Pts. |
| ---- | -------------- | ------- | ------- | ------- | -------- | -------- | ----- | -------- | -------- | -------- | -------- | ------- | ----- | -------- | ------- | ------- | ------- | ---- | ---- |
| 2023 | DEForce Racing | SEB 1 4 | SEB 2 1 | SEB 3 2 | ALA 1 1* | ALA 2 1* | VIR 1 | VIR 2 1* | VIR 3 2* | MDO 1 1* | MDO 2 14 | ROA 1 6 | ROA 2 | ROA 3 2* | COA 1 3 | COA 2 7 | COA 3 8 | 1º   | 389  |

### Resultados completos da USF2000 Championship
Legenda: (Corridas em negrito indicam pole position) (Corridas em itálico indicam volta mais rápida) (Corridas com * indicam mais voltas lideradas)
| Ano  | Equiope        | 1        | 2        | 3       | 4       | 5        | 6        | 7       | 8     | 9        | 10      | 11      | 12      | 13      | 14      | 15      | 16      | 17      | 18    | Pos. | Pts. |
| ---- | -------------- | -------- | -------- | ------- | ------- | -------- | -------- | ------- | ----- | -------- | ------- | ------- | ------- | ------- | ------- | ------- | ------- | ------- | ----- | ---- | ---- |
| 2024 | DEForce Racing | STP 1 11 | STP 2 21 | NOL 1 7 | NOL 2 8 | NOL 3 17 | IMS 1 17 | IMS 2 5 | IRP 2 | ROA 1 18 | ROA 2 7 | MOH 1 3 | MOH 2 7 | MOH 3 6 | TOR 1 6 | TOR 2 9 | POR 1 4 | POR 2 8 | POR 3 | 7º   | 245  |